# Języki algonkiańskie równinne
Języki algonkiańskie równinne – podrodzina języków algonkiańskich utworzona na zasadzie klasyfikacji bardziej geograficznej niż genetycznej (poszczególne języki tej grupy mają bliskie rozmieszczenie terytorialne). Obejmują zasięg środkowej i północnej części Wielkich Równin.

## Podział
Według Ethnologue i Marianne Mithun
- Języki arapahońskie
  - Język arapaho
  - Język atsina
  - Język besawunena†
  - Język nawathinehena†
  - Język ha'anahawunena†
- Język siksika (język Czarnych Stóp)
- Języki szejeńskie
  - Język szejeński
  - Język sutaio† (sotaae)